# Канівський історичний музей
Канів від давнини до сучасності — історичний музей міста Канева

## Передумови створення
Про організацію в Каневі історичного музею мова йшла задовго до 1991 року. 11 жовтня 1963 року виконком Канівської міської Ради депутатів трудящих вирішив організувати в Каневі на базі Успенського собору, пам'ятки архітектури 12 століття, історико-краєзнавчий музей.
Про те, що музей було створено свідчить один документ. У розпорядженні виконавчого комітету обласної Ради депутатів трудящих від 30 грудня 1963 року зазначається: «З метою збереження колишнього Успенського собору в м. Каневі, в якому організований історико-краєзнавчий музей, передати його з балансу обласного відділу комунального господарства на баланс обласного управління культури після капремонту».
Поки ремонтувався Успенський собор, проводилась робота по формуванню музейних фондів.
Навесні 1972 року в Успенському соборі було засновано Канівський музей народного декоративного мистецтва. Лише на початку 90-х років 20 століття історичний музей у Каневі появився знову.

## Історія
Створений у січні 1991 року на підставі рішення Черкаського облвиконкому № 167 від 30 серпня 1990 року як філія Черкаського обласного краєзнавчого музею.
1998 року музей увійшов до складу міського музейного об'єднання. Рішенням виконавчого комітету Канівської міської ради № 447 від 26 грудня 2002 року міське музейне об'єднання було ліквідоване як юридична особа з 15 березня 2003 року і Канівський історичний музей був підпорядкований відділу культури Канівського міськвиконкому. 
З травня 2008 року музей увійшов до складу Шевченківського національного заповідника на правах відділу.

## Експозиція

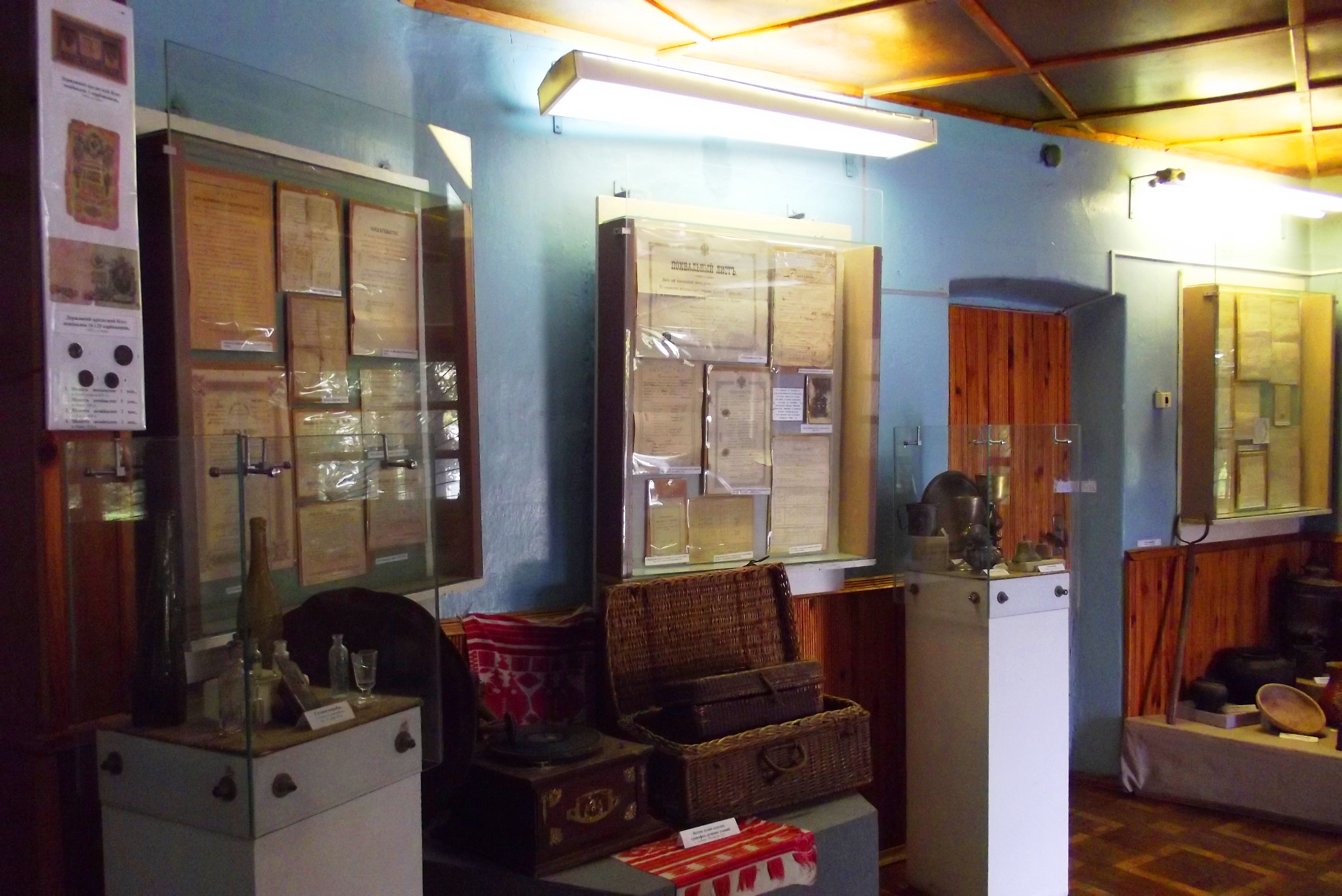
Експозиція музею

У фондах музею зберігається близько 7 тисяч експонатів. В основному, це матеріали розкопок, що проводилися на території Канівщини в різні роки. У фондах музею зберігається величезна колекція керамічних виробів, починаючи з нової кам'яної доби (VI — IV тисяч років до н. е.) і закінчуючи гончарним посудом XX століття, серед яких:
- унікальна колекція клейм на денцях гончарного посуду періоду Давньоруської держави та колекція столового і кухонного посуду трипільської культури (IV—III тисяч років до н. е.);
- крем'яні та кістяні знаряддя праці періоду палеоліту, трипільської культури, бронзової доби;
- залізні та бронзові вироби скіфського часу та Давньоруської держави, бронзові, мідні, срібні та скляні прикраси різних епох тощо. На особливу увагу заслуговують срібні та бронзова фібули-застібки зарубинецької культури (ІІ ст. до н. е. — І ст. н. е.).

Також у фондах музею зберігаються документи Канівської міської управи, квитанції, посвідчення, свідоцтва, грамоти, атестати, фото тощо та предмети побуту мешканців Канева і району XIX — середини XX століть. Унікальною є картина Г. П. Варави (псевдонім — В. Стеблик), уродженця Канева, письменника, художника, громадсько-політичного діяча, «Вигляд з гори Московки на Дніпрову гору. 1915 рік».
У травні 2003 року до Шевченківських свят в історичному музеї було відкрито нову постійно-діючу експозицію, яка знайомить з історією Канівщини від палеоліту до Давньоруської держави. У вересні цього ж року до 925-ї річниці з дня заснування Канева в музеї було змонтовано постійну виставку «Старожитності Канівщини», на якій представлено побутові речі, фото, документи, етнографічний матеріал XIX — початку XX століть.

## Напрямки діяльності
Основними видами діяльності музею є:
- науково-дослідна робота — збір та систематизація матеріалів на теми «Голодомор 1932—1933 років на Канівщині», «Наші славні земляки»; публікації в місцевій пресі з питань краєзнавства;
- виставкова робота — організація виставок, присвячених визначним датам в історії Канівщини, колекцій краєзнавців, художніх виробів місцевих майстрів;
- науково-освітня робота — екскурсії по експозиції музею та уроки-екскурсії по виставках, присвячених визначним датам в історії Канівщини;
- фондова робота — збереження фондових матеріалів та поповнення фондів музею новими надходженнями місцевого значення;
- наукові розвідки — пошук та опитування свідків голодомору 1932—1933 років на Канівщині; збір свідчень про Велику Вітчизняну війну 1941—1945 років; збір місцевого фольклору та етнографії.